# Чемпионат мира по шоссейным велогонкам 2018 — индивидуальная гонка (юниорки)
Индивидуальная гонка с раздельным стартом у юниорок на чемпионате мира по шоссейным велогонкам 2018 года прошла 24 сентября в австрийском Инсбруке.

## Участники
Страны-участницы определялись на основании рейтинга UCI World Ranking. Максимальное количество гонщиков в команде не могло превышать 2 человек при условии что один из них участвует в групповой гонке. Помимо этого вне квоты могли участвовать действующие чемпионы континентальных чемпионатов. Всего участие приняло 46 участниц из 26 стран.
| 3 участницы        | 2 участницы | 1 участница                                                               |
| Италия · Казахстан | Австралия · Беларусь · Канада · Чехия · Дания · Испания · Франция · Великобритания · Германия · Латвия · Нидерланды · Норвегия · Словения · Словакия · Украина · США | Бельгия · Чили · Эритрея · Ирландия · Литва · Польша · Россия · Швейцария |

## Маршрут
Протяженностью маршрута составила 19,8 километра. Старт располагался в центре парка приключений "Swarovski Crystal Worlds" в городе Ваттенс. Затем дистанция проходила по всему району Инсбрука в город Арцль-им-Пицталь; благодаря широким дорогам маршрут не является особенно техническим, но скорость прохождения имела важное значение. Далее следовали через район Брюке-Хёттингер-Аю до Святого Николауса, где они пересекали мост Кеттенбрюке. Финишный отрезок проходил по широкому бульвару Rennweg до финиша перед Императорским дворцом Хофбург.

## Результаты
| \| Генеральная классификация \| Генеральная классификация \| Генеральная классификация \| Генеральная классификация \| Генеральная классификация \| \| Гонщик \| Гонщик \| Команда \| Время \| \| \| ------------------------- \| ------------------------- \| ------------------------- \| ------------------------- \| ------------------------- \| \| 1-й \| Розмарин Аммерлаан \| Нидерланды \| 27' 02 \| \| \| 2-й \| Камилла Алессио \| Италия \| + 6 \| \| \| 3-й \| Элинор Бяcкстедт \| Великобритания \| + 17 \| \| \| 4-й \| Пфейффер Джорджи \| Великобритания \| + 21 \| \| \| 5-й \| Симона Бойлар \| Канада \| + 24 \| \| \| 6-й \| Виттория Гуаццини \| Италия \| + 24 \| \| \| 7-й \| Айгуль Гареева \| Россия \| + 24 \| \| \| 8-й \| Мари Ле Нет \| Франция \| + 25 \| \| \| 9-й \| Марта Яскульская \| Польша \| + 28 \| \| \| 10-й \| Ханна Людвиг \| Германия \| + 28 \| \| |                    |                |        |
| |                    |                |        |
| Источник: ProCyclingStats |                    |                |        |
| Генеральная классификация |                    |                |        |
| Гонщик | Гонщик             | Команда        | Время  |
| 1-й | Розмарин Аммерлаан | Нидерланды     | 27' 02 |
| 2-й | Камилла Алессио    | Италия         | + 6    |
| 3-й | Элинор Бяcкстедт   | Великобритания | + 17   |
| 4-й | Пфейффер Джорджи   | Великобритания | + 21   |
| 5-й | Симона Бойлар      | Канада         | + 24   |
| 6-й | Виттория Гуаццини  | Италия         | + 24   |
| 7-й | Айгуль Гареева     | Россия         | + 24   |
| 8-й | Мари Ле Нет        | Франция        | + 25   |
| 9-й | Марта Яскульская   | Польша         | + 28   |
| 10-й | Ханна Людвиг       | Германия       | + 28   |